# Bahram I.
Bahram I., Vahram I. ali Varahran I. (srednjeperzijsko  𐭥𐭫𐭧𐭫𐭠𐭭‎) je bil četrti sasanidski kralj kraljev Irana, ki je vladal od leta 271 do 274, * ni znano, † 274.
Bil je najstarejši sin Šapurja I. (vladal 240-270) in naslednik svojega brata Hormizda I., ki je vladal samo eno leto (270-271).
Z vladavino Bahrama I. se je končala sasanidska strpnost do manihejstva. Leta 274 je s podporo vplivnega zaratustrskega svečenika Kartirja Manija aretiral in usmrtil, sicer pa med njegovim vladanjem  ni bilo pomembnejših dogodkov. Nasledil ga je sin Bahram II.

## Ime
Teoforično ime Bahram (بهرام یکم) je novoperzijska oblika sredjeperzijskega imena  Varahrān, ki se izgovarja tudi  Vahrām, in izhaja iz staroiranskega Vṛθragna. Ekvivalentno avestsko ime Veretragna je bilo ime staroiranskega boga zmage, medtem ko se je partska različica imena glasila *Warθagn. Ime se je v grščini prečrkovalo v Baranes in v armenščini v Vahagn/Vrām.

## Življenje pred prihodom na prestol
Bahram I. je bil najstarejši sin Šapurja I., drugega šaha Sasanidskega cesarstva. Imel je tri mlajše brate: Hormizda-Ardaširja, Narseha in Šapurja Mešnašaha. Četudi je bil najstarejši Šapurjev sin, je rangiral nižje od bratov, morda zaradi nizkega stanu njegove matere. Mati je bila ali manj pomembna princesa  ali šahova ljubica.
Med Šapurjevim vladanjemje bil guverner novoustanovljene province Gilan na jugozahodni obali Kaspijskega jezera. Naslavljal se je z Gilan šah (kralj Gilana). Omenjen je v napisu na steni Zaratustrove kaabe v Naqsh-e Rostamu pri Perzepolisu. Kaabo je zgradil Šapur I., da bi s citiranjem imen in naslovov poveličal svoje sinove.
Šapurja I. je po njegovi smrti leta 270 nasledil sin Hormizd-Ardašir, ki je kot Hormizd I. vladal od maja 270 do svoje smrti junija 271. S pomočjo vplivnega svečenika Kartirja ga je nasledil Bahram I., ki se nikoli ni štel za mogočega naslednika sasanidskega prestola. Z bratom Narsehom je sklenil sporazum, s katerim se je Narseh odpovedal prestolu v zameno z guvernerski položaj v pomembni obmejni provinci Armeniji, ki je bila stalen vir vojn Sasanidov z Rimskim cesarstvom. Narseh je Bahrama kljub temu imel za uzurpatorja.

## Vladanje
Prejšnji sasanidski šahi, vključno s Šapurjem I., so bili versko strpni do nezaratustrskih verskih manjšin v cesarstvu. Šapur I. je občudoval zaratustrski nauk in podpiral zaratustrsko duhovščino, vendar je dovoljeval Judom, kristjanom, budistom in hindujcem, da so svobodno prakticirali svoje vere. Razen tega je bil prijateljsko razpoložen do preroka Manija, ustanovitelja manihejstva. Maniju je dovoljeval širiti njegov nauk celo na svojih vojnih pohodih. Po Bahramovem prihodu na sasanidski prestol se je moč zaratustrske duhovščine in svečenika Kartirja močno okrepila in stanje na verskem področju se je  spremenilo. Ko je Mani prišel v Gundišapur, je v mestu nastalo razburjenje, podobo tistemu ob Jezusovem prihodu v Jeruzalem. Po protestih Kartirja in zaratustrske duhovščine je bil  Bahram I. prisiljen Manija aretirati in ga leta 274 obsoditi na smrt.
Manijevi smrti je sledilo Kartirjevo preganjanje Manijevih privržencev in drugih  verskih manjšin, katerega namen je bil  krepitev in širjenje lastnega vpliva. Zaratustrska duhovščina je na Manija gledala kot na heterogenega filozofa in grozečega pogana, ki predstavlja nejasno dojemanje zaratustrstva, okuženo z judovskimi, budističnimi in krščanskimi idejami. Kartir je s podporo Bahrama I. položil temelje zaratustrske državne cerkve. Bahrama so zato v sasanidskih virih častili kot "dobrohotnega in zaslužnega kralja", čeprav je bil, tako kot njegovi trije predhodniki, "mlačen zaratustrijanec".
Bahram I. je umrl septembra  274. Nasledil ga je sin Baham II. Drugi sin Hormizd Kušanšah, ki je vladal v kušansko-sasanidskem kraljestvu na vzhodu, se je Bahramu II. uprl, vendar je upor spodletel. Potomci Bahrama I. so v Sasanidskem cesarstvu vladali do leta 293, ko je njegovega vnuka Bahrama III. strmoglavil Narseh in se proglasil za novega šaha. Narsehovi potomci so vladali do propada Sasanidskega cesarstva leta 651.

## Denar, videz in nagnjenja
Bahram I. koval denar, kakršen se koval med vladanjem Šapurja I. Spremljevalca na hrbtni strani kovancev sta bila ponovno obrnjena stran od ognjenega templja in ne proti njemu. Na prednji strani kovancev je bil upodobljen on sam z značilno krono božanskega Mitre. Pokrivalo je imelo okraske v obliki žarkov. Denar je bil, po videzu sodeč, kovan v Balhu v Baktriji. Bil je prvi sasanidski denar, ki se ni koval v Kušanu, in potrjuje neposredno oblast Sasanidov v tej pokrajini.
V izgubljeni Knjigi portretov sasanidskih kraljev je bil Bahram upodobljen "v stoječem položaju s kopjem v desni roki in mečem v levi; oblečen je bil v rdeč plašč in hlače in nosil zlato krono z nebeško modrim globusom na vrhu".
Bahrama I. so navduševali boj, lov in pojedine, za katere je menil, da so upravičene.

## Skalni relief
Bahram I. je po zgledu na svoja predhodnika Ardaširja I. in Šapurja I. ukazal izklesati svoj skalni relief, na katerem sedeč na konju od vrhovnega zaratustrskega boga Ahura Mazde prejema  vladarski diadem. Napis je pisan v srednjeperzijskem jeziku. Njegov relief je po besedah arheologa Ericha Schmidta "umetniško najprivlačnejša sasanidska skalna skulptura". Ko je na prestol prišel Narseh, je Bahramovo ime zamenjal s svojim.